# Екосоцијализам
Екосоцијализам, зелени социјализам или социјалистичка екологија је идеологија која спаја аспекте социјализма са зеленим политикама, екологијом и антиглобализацијом. Залаже се за друштво без класних подела које живи у некој врсти склада са природом. Екосоцијалисти углавном верују да је ширење капиталистичког система узрок друштвене искључености, сиромаштва, рата и деградације животне средине кроз глобализацију и империјализам, под надзором репресивних држава и транснационалних структура.

## Историја
Екосоцијализам је почео да се шири шездесетих година уз покрет за заштиту животне средине, иако неки смарају да корени овог покрета леже још у теоријама Kарла Маркса. Основни концепт гласи: заштита животне средине је у капиталистичком систему неизводљива, па је зато најбољи (или чак једини) начин да зауставимо климатске промене у усвајању социјалистичког друштва. Већ у другој половини деветнаестог и почетком двадесетог века класици социјализма и анархокомунизма Маркс, Енгелс, Вилијам Морис и Петар Kропоткин упозоравали су на девастацију природе од стране индустријског капитализма који у сталној тежњи за профитом и вођен логиком економије раста тежи бесконачној експлоатацији ресурса, а као систем није у стању да дугорочно узме у обзир оно што му не доноси профит, јер да је у стању, онда то не би био капитализам.
Екосоцијализам је свој прави замах добио у периоду после 2000. године. Тада су многе организације и политичке партије широм света у своје статуте и програме увеле принципе екосоцијализма, а неке су своју идеологију и формално назвале екосоцијалистичком.
Представници зелених партија, еколошких организација, радничких и левичарских друштвених удружења из Аргентине, Аустралије, Белгије, Бразила, Канаде, Кипра, Данске, Француске, Грчке, Италије, Швајцарске, Сједињених Држава и Велике Британије објавили су „Манифест екосоцијалиста” у јесен 2007. године. Екосоцијалисти у свом манифесту кажу да еколошка деструкција, екоцид, геноцид и културоцид нису случајне особине капитализма, него је то смисао. Стога се мора укинути његова једина мера, а то је раст производње и продаје.
Добар пример екосоцијалистичких мера десио се 2010. године када је Боливија, која иначе осећа драстичне промене животне средине у виду ерозије земљишта и отапања ледника који су вековима били главни извор питке воде, усвојила корпус Закона о правима Мајке Земље. Ови закони су први пут у историји изједначили права природе с правима човека. Боливија је покренула и иницијативу у Уједињеним нацијама чиме је 22. април проглашен Међународним даном Мајке Земље.

## Карл Маркс и екосоцијализам
Постоји дебата о томе да ли је Kарл Маркс био екосоцијалиста. Његов концепт „метаболичког кидања веза” између човека и природе, које је узроковао капитализам, сматра се за једно од првих дела екосоцијализма. С друге стране, неки га виде као суштински продуктивисту. Маркс је свакако имао своју зелену страну, али у перидоду раног капитализма у коме је он живео и стварао разарање животне средине услед капитализма још увек није било толико видљиво па се можда и због тога питање уништења природе нашло на маргинама Марксовог рада.
Тамо где се екосоцијалисти свакако слажу са Марксом је да централно место производње мора бити зарад употребне, а не зарад разменске вредности као у капитализму. Производња би требала да буде зарад задовољења потреба целокупног друштва, а не зарад профита појединаца.

## Идеје и разматрања екосоцијалиста
Екосоцијализам наглашава потребу за сарадњом, а не за конкуренцијом, за дељењем, а не сакупљањем, и за очувањем, а не за експлоатацијом.
Екосоцијализам није ни налик ауторитативном социјализму Совјетског Савеза или Kине током 20. века. Екосоцијалисти виде ту епоху социјализма као државни капитализам, а не социјализам, са својом опсесијом за производњом која је једнако штетна по животну средину као и капиталистичка производња. Иако виде да је било логичних разлога за то, услед почетне неразвијености првих социјалистичких земаља, уз константну претњу непријатељских капиталистичких држава свуда око њих, они сматрају да је ово одступање од социјализма било један од разлога за урушавање социјалистичких држава крајем 20. века.
Дистанца се јавља и између екосоцијализма и социјалдемократије на западу због усвајања неолибералног приступа.
Заговорницима овог покрета еколошке и социјалистичке идеје су неодвојиве, али често се поставља питање пресека тих идеологија јер борба против климатских промена може бити мотивисана профитом. Екосоцијалисти на то указују да, иако један део капиталистичког тржишта ради у корист животне средине, већи део ради против ње и стога се без његовог уклањања никад неће стићи до циља. Раст који условљава капитализам је немогућ у условима ограничених ресурса, због чега упада у кризе које ће неминовно довести до његовог катастрофалног краја. У међувремену, штете које проузрокује су тренутно најбоље видљиве на примеру климатских промена.

## Критика екосоцијализма
У раду под називом „У борби против климатских промена слободно тржиште је наш најбољи савезник”, Мајкл Ригер наглашава да аргументи екосоцијалиста нису само преувеличавања, већ да су потпуно погрешни. Он каже да ако свет жели да заустави климатске промене, онда ће капитализам и слободно тржиште бити један од главних савезника. Сматра да у екосоцијалистичком друштву, соларна енергија, без такмичења са фосилним горивима, остала би архаична и неефикасна.
Kејли Роџерс понудила је сама противљење екосоцијалистичкој идеји, указујући да „постоји профит који може бити направљен у борби против климатских промена” и пружила је статистику која показује економски раст индустрије алтерантивне енергије.